# Segundo Cerco de Gibraltar
O segundo cerco de Gibraltar foi uma tentativa abortada em 1316 pelas forças da Ceuta azáfida e do Reino Nacérida de Granada para recapturar Gibraltar, que havia caído nas forças de Fernando IV de Castela em 1309. O cerco fazia parte de uma guerra mais ampla em que Castela invadiu Granada com o pretexto de ajudar seu vassalo Nácer, o ex-sultão que havia sido derrubado por seu sobrinho Ismail I em 1314. Em resposta à invasão, forças lideradas por Iáia Alazafi, governador de Ceuta, aliou-se a Granada, sitiou Gibraltar e conseguiu entrar em alguns dos seus subúrbios. O príncipe Pedro, regente do rei castelhano Afonso XI liderou uma combinação de forças terrestres e navais para socorrer a cidade, levando os sitiantes a abandonar o cerco. A guerra entre Granada e Castela continuaria por mais vários anos, pontuada com tréguas, embora a ameaça de invasão castelhana tenha terminado na Batalha de Vega de Granada em 1319, que resultou na derrota das forças castelhanas e na morte de Pedro e outro regente João.

## Antecedentes
Em 1309, as forças de Fernando IV de Castela conquistaram Gibraltar do Reino Nacérida de Granada, como parte de uma guerra mais ampla entre Granada e uma aliança de Castela, Aragão e o Império Merínida do Magrebe. A mesquita da cidade foi convertida em uma igreja, e 1 125 de seus habitantes partiram para o norte da África em vez de viver sob o domínio cristão. Fernando e Nácer de Granada assinaram um tratado de paz em maio de 1310, no qual o sultão granadino concordou em se tornar um vassalo de Castela. Nácer renovou o acordo de vassalagem em agosto de 1312, pouco antes da morte de Fernando no mesmo mês. O filho de um ano de Fernando, Afonso XI, tornou-se rei e o governo castelhano era controlado pelo príncipe Pedro como regente, enquanto em Granada, o governo de Nácer enfrentou uma rebelião de seu sobrinho Ismail. Nácer pediu ajuda a Pedro, mas ela não veio a tempo. Em fevereiro de 1314, Ismail derrubou seu tio, que teve permissão para deixar a capital Granada e atuar como governador em Guadix. Ali, Nácer continuou a reivindicar o trono, autodenominou-se "Rei de Guadix" e contou com a ajuda de Castela. Pedro concordou em se encontrar com Nácer e ajudá-lo, mas separadamente também disse a Jaime II de Aragão que pretendia conquistar Granada para si e que daria um sexto dela a Aragão em troca de ajuda.

## Prelúdio
Após sua ascensão, Ismail colocou suas regiões fronteiriças em alerta para antecipar a intervenção castelhana em favor de Nácer e declarou uma jiade em 1315. Castela preparou suas forças de invasão na primavera de 1316. Pedro, com o apoio de Nácer, derrotou as forças granadinas sob Otomão ibne Abi Alulá, perto de Alicún, e seguiu com uma incursão nas profundezas de Granada para saquear e destruir as ricas terras agrícolas do reino.

## Cerco

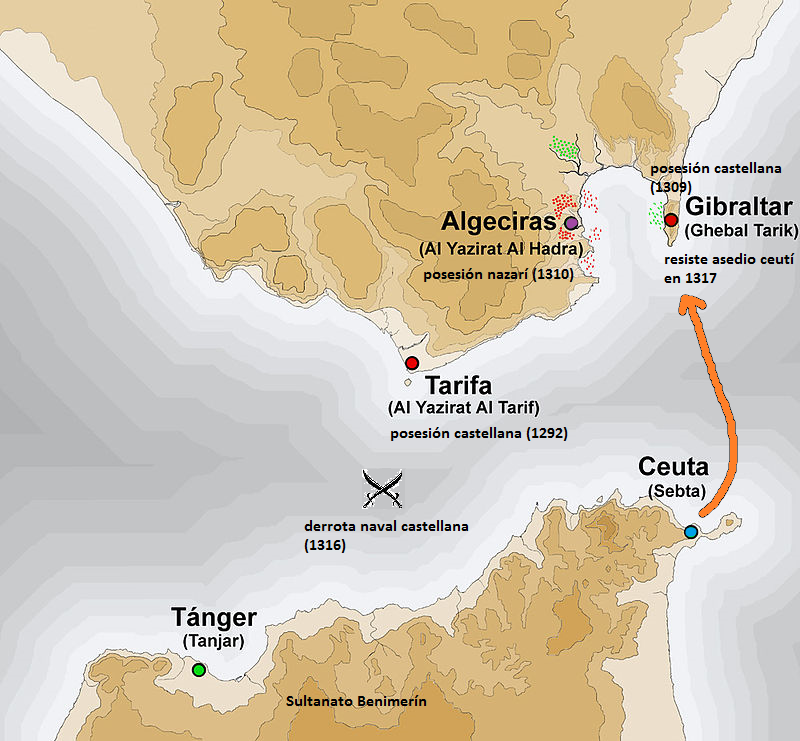
Estreito de Gibraltar entre 1310–1329

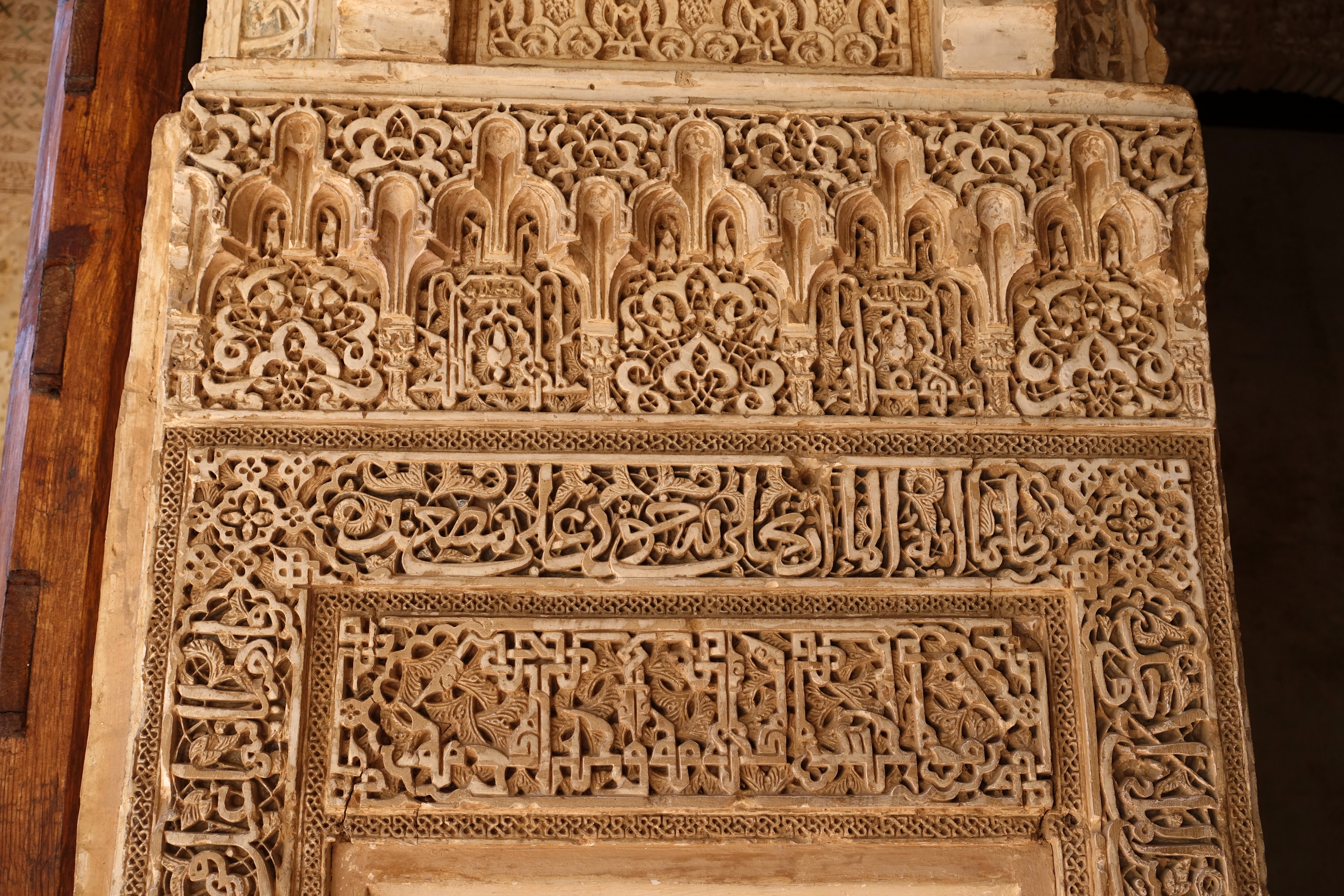
Poema em homenagem a esculpido no palácio de Generalife

Em resposta à invasão castelhana, Ismail preparou um cerco contra Gibraltar. Em 1316, garantiu uma aliança com os líderes azáfida da cidade de Ceuta, no norte da África, enquanto o sultão merínida Abuçaíde Otomão II se recusou a ajudar. Nos primeiros meses de 1316, tropas lideradas pelo governador de Ceuta Iáia Alazafi, cuja reputação militar era bem conhecida, cruzaram o estreito, derrotaram uma frota castelhana e sitiaram Gibraltar. Quando a notícia do cerco chegou a Pedro, que estava descansando com seu exército em Córdova, deixou seu exército e foi a Sevilha para organizar forças navais e terrestres para levantar o bloqueio nacérido-azáfida. Enviou a frota castelhana ao redor do Cabo Trafalgar e na baía de Gibraltar, enquanto marchava por terra. Os sitiantes já estavam em posição quando o exército e a frota castelhanos se aproximaram. Eles conduziram seus ataques mais fortes do flanco sul, e conseguiram entrar na área suburbana de Gibraltar. O cerco parecia ter terminado porque os sitiantes recuaram ao ver as forças de socorro. Pedro liquidou e dispersou a força de alívio, concedendo a seus soldados grandes quittances - em termos gerais, pagamento duplo - e retornou ao seu exército em Córdova para continuar a perseguir Granada.

## Rescaldo
No final do verão de 1316, Pedro e Ismail concordaram em uma trégua até 31 de março de 1317. Pedro invadiu Granada novamente em 1317, terminando em outra trégua, e no mesmo ano garantiu uma bula da Cruzada em 1317 do papa João XXII, que também autorizou a uso de fundos arrecadados pela Igreja para apoiar a guerra. A guerra recomeçou na primavera de 1318 e, em setembro, Ismail e Pedro concordaram com outra trégua. Apesar do pretexto de ajudar Nácer, a intenção de Pedro neste momento era provavelmente a conquista total de Granada, e declarou: "Não seria filho do Rei D. Sancho se, dentro de alguns anos, se Deus me desse a vida, não fiz com que a casa de Granada fosse devolvida à Coroa da Espanha." A ameaça castelhana contra Granada terminou na Batalha de Vega de Granada em junho de 1319, durante a qual as tropas granadinas comandadas por Otomão ibne Abi Alulá derrotou as tropas castelhanas, o que resultou na morte de Pedro e do príncipe João, que havia se tornado um corregente.